# Boštjan Leskovšek
Boštjan Leskovšek, slovenski pesnik, umetnik zvoka in fotograf, * 1965, Ljubljana, † 19. maj 2025, Ljubljana.

## Šolanje in delo
Končal je srednjo šolo za elektrotehniko v Ljubljani. Odtlej se je intenzivno samoizobraževal na poljih filozofije, sociologije in različnih zvrsti umetnosti. Bil je velik ljubitelj eksperimentalnega filma. Od leta 1985 je bil redno zaposlen na RTV Slovenija kot video-inženir.
Med leti 1996–2001 soustanovitelj gibanja POPOPO (POezija PO POšti). V tem času preko petdeset nastopov (happeningi, zvočna poezija in dopisno ustvarjanje pesmi). Med letoma 1999 in 2002 sodelavec kulturne redakcije Radia Študent Ljubljana (kritike razstav in knjig). V letu 2006 izide pesniška zbirka Drža Va. Sodelovanje na festivalu Vmesni prostori/ Intermediate Spaces 2006 v galeriji ESC Graz (kot del festivala Steirischer Herbst) in v galeriji Kapelica Ljubljana; inštalacija in dogodek Zvočne kopeli. Navdušenec nad tehnologijo, znanostjo, filozofijo in sodobno umetnostjo. Je ustanovni član društva Cirkulacija 2, ki deluje v Ljubljani od leta 2007.
V letih 2010 do 2012 sodelovanje pri projektu NanoŠmano, ustvarjanje z znanstveniki in umetniki v produkciji galerije Kapelica in drugih društev. V letih 2012/ 2013 je bil del projektne glasbene skupine 300000 VK s katero so gostovali v Ljubljani in na Češkem. Večje število glasbenih objav na spletnem mestu Trivia Records. V letih od 2006 do 2024 je sodeloval pri večini projektov, festivalov in gostovanj Cirkulacije 2 – skupaj preko 100. Hkrati je bil tudi glavni multimedijski arhivar vseh teh dogodkov – fotograf, snemalec slike in zvoka.
Od leta 2018 do 2022 je bil zastopnik društva Cirkulacija 2 (Društvo za samoprodukcijo, interdisciplinarnost in cirkulacijo sodobne umetnosti).

## Pomembni dogodki, razstave in festivali
- Društvo slovenskih pisateljev – 11.2.1997
- Grad Tivoli, Posvetitev pomladi – 21.3.1997
- Velenje, grad, Dnevi mladih in kulture – 23.5.1997
- Haloze, likovna kolonija, literarni nastop – 12.7.1997
- Galerija ŠKUC, predstavitev revije SRP in literarni nastop – 23.10.1997
- Praznovanje pomladi Tivolski grad, 20.3.1998
- Študentski literarni maraton; Maribor, Ozare – 20.5.1998
- Zrcaljenja, Klub slovenskih študentov in študentk Gradec / Avstrija – 27.5.1998
- Galerija Alkatraz 2000  Poezija za rešetkami, zvočno pesniški happening
- Graz meets Metelkova 2002; s projektom Atem (Karl Jenšac,  Helmut Schäfer, Boštjan Leskovšek)
- Arhipelag 2006 zvočni dogodek in postavitev Skafander Nova Gorica
- Izid pesniške zbirke Drža Va, samozaložba (2006)
- KUD Trivia: Vmesni prostori Graz (festival Steirischer Herbst) in Ljubljana (2006)
- Cirkulacija 2 - Interdisciplinarna postaja (2007)
- PARALELNI SVETOVI 2, Metelkova (2007)
- Stefan Doepner, Bogdana Herman in Boštjan Leskovšek: Zvočni dogodek, galerija Prušnikova 74 (2008)
- Galerija P74 / Sound Explicit: projekt Odsotnosti / Buddha Machine (2009)
- XL eksperiment: Reinvencija radia, Galerija Kapelica (2009),
- festival SONICA: festival zvočnih in avdiovizualnih eksperimentalnih umetnosti; Jakopičeva galerija (2009)
- ARZENAL DEPO / 2K9. Sodobna raziskovalna umetnost 80 let po Delaku, Filmski studio Viba film (2009)
- festivali Sajeta 2009, 2010 in 2015
- NanoŠmano (2010-2012)
- PIXXELPOINT - 11. mednarodni festival novomedijske umetnosti, Mestna galerija Nova Gorica (2010)
- 17. mednarodni festival računalniških umetnosti / 17. MFRU, Maribor (2011)
- TRESK #3 / Transformacije (avdiovizualni performensi), Galerija Kapelica (2012)
- MULTIPLA CIRKULACIJA - SOCIUS URBIS: RogLab / festival BIO 23 (2012)
- ORGANIZEM ZVOKA - ZVOK ORGANIZMA. Mini festival zvoka, AKSIOMA – projektni prostor (2013)
- AND (Abandon Normal Devices) Fair, Reka/ Rijeka, Hrvaška(2016)
- Festival mladih kultur KUNIGUNDA, Velenje (2016)
- LIMBICO / Karkoli mislite da sem, prav to nisem [v Cirkulacija 2], Tobačna tovarna Ljubljana (2017)
- MFRU 2017: Ambasada CIRKULACIJA 2, Centralna postaja, Maribor (2017)
- Cirkulacija 2 – Exodos; festival PIXELACHE, Helsinki / Finska (2018)
- Cirkulacija 2: Kakofonija Kakovizija, OSMO/ZA, Ljubljana (2019)
- RADART #10: X/L Experiment: Radio Tovarna. (50 let Radia Študent), Tobačna tovarna (2019)
- KIBLIX 2020-2021. Virtualni svetovi danes / Virtual Worlds Now. International Festival of Arts, Technology and Science, Maribor (2019)
- GVR: RAM RAM. Mozaična predstava / Mosaic Performance, Cirkulacija 2 / podhod Ajdovščina, Ljubljana in Maribor (2023)
- sodelovanje pri projektih in festivalih Cirkulacije 2 od leta 2006 do 2024: Konkurs=Diskurz, Platforma za totalno umetnost, Hrup smo mi, Robotanika, Dekadenca časa, Stroj za izboljšanje sveta

## Diskografija
- ROR - Ves Olje 2003/10
- ROR – Linija Atanorja 2006
- ROR – Zvočne kopeli 2007
- ROR - Narava potrpežljivosti 2007
- ROR - Puščava Realnega 2008
- Cirkulacija 2 in Bogdana Herman 2009
- Vmesni Prostori, Graz in Ljubljana 2009
- Cirkulacija - XL Experiment 2009
- Cirkulacija 2 - Live at Sajeta 2009
- ROR - Površina Dogodka 2010
- Duncan, Tratnik, Doepner, Leskovšek, Savski - besede prelomljene - manjka glas - sporočilo neuspešno 2016
- ROR - Tehnoladja | Merikerho Helsinki 2019
- Cirkulacija 2 - Robotanika: Exodos | Post Maker Organism - Live! 2019

## Nagrade
- Zlato gnezdo za področje glasbe za leto 2009 je prejela Iniciativa Cirkulacija 2. Nagrado podeljuje Liberalna akademija, Ljubljana, 2010

## Zapisi v medijih
- POP TV - 16.2.1997 - predstavitev POPOPO z branjem poezije v osrednjem TV dnevniku
- Revija Kultura; februarska številka - članek - Po(v)ezija po pošti - alternativa sodobni komunikaciji
- Revija SRP - predstavitev poezije POPOPO št. 23/24
- Sirota Jerica, literarni fanzin - predstavitev poezije POPOPO št. 2
- Primorska srečanja 204/« 98 – Jožek Štucin o reviji Fontana 26
- Bilten – Društvo slovenskih pisateljev; številka 9 (članek Andreja Lutmana)
- Revija Fontana – št.27/28
- Vienzeile-Supranationales Magazin fur Literatur, Kunst und Politik št.29
- Žiga Pucelj: Pluralnost zvočnih motivik – SIGIC 2013 https://www.sigic.si/pluralnost-zvocnih-motivik.html
- Goran Kompoš recenzira nastopa Boštjana Leskovška in Felixa Thorna na festivalu Sonica 2009 – Radio Študent  https://old.radiostudent.si/article.php?sid=19650
- tretji program Radia Slovenija: EBU ARS ACUSTICA – Rojstni dan umetnosti 2015; video posnetek koncerta (Irena Tomažin, Vid Drašler, Boštjan Leskovšek, Stefan Doepner in Borut Savski) https://365.rtvslo.si/arhiv/koncerti-kulturno-umetniski/174315533